# Область Рейнхарта

Диаграмма неполной области Рейнхарта в

О́бласть Ре́йнхарта (англ. Reinhardt domain) — понятие комплексного анализа, раздела математики, обобщение понятий шара и поликруга. Названа в честь немецкого математика Карла Рейнхарта.
Синонимы: кратно-круговая область; {\displaystyle n}-круговая область (англ. multicircular domain).
Логарифмически выпуклая область Рейнхарта обладает следующим свойством: любая такая область в комплексном пространстве {\displaystyle \mathbb {C} ^{n}} есть внутренность множества точек абсолютной сходимости (другими словами, собственно область сходимости) некоторого степенного ряда по переменным
{\displaystyle z_{1}-a_{1},\,z_{2}-a_{2},\,\dots ,\,z_{n}-a_{n},}
и обратно: область сходимости любого степенного ряда по
{\displaystyle z_{1},\,z_{2},\,\dots ,\,z_{n}}
есть логарифмически выпуклая полная область Рейнхарта с центром {\displaystyle a=0}.
Область Рейнхарта есть частный случай круговой области, а также кратно-кругообразной области.

## Определение области Рейнхарта
Область Рейнхарта (англ. Reinhardt domain) — область {\displaystyle D} комплексного пространства {\displaystyle \mathbb {C} ^{n}}, {\displaystyle n\geqslant 1}, имеющая такое свойство, что вместе с каждой точкой
{\displaystyle z^{0}=(z_{1}^{0},\,z_{2}^{0},\,\dots ,\,z_{n}^{0})\in D}
в области {\displaystyle D} лежат также и все точки следующего вида:
{\displaystyle \{z=(z_{1},\,z_{2},\,\dots ,\,z_{n})\in \mathbb {C} ^{n}\colon \,|z_{k}-a_{k}|=|z_{k}^{0}-a_{k}|,\,k=1,\,2,\,\dots ,\,n\},}
или
{\displaystyle z=\{a_{k}+(z_{k}^{0}-a_{k})e^{i\theta _{k}}\},\quad } {\displaystyle 0<\theta _{k}<2\pi ,}
или
{\displaystyle z=a+(z^{0}-a)e^{i\theta },\quad } {\displaystyle \theta =(\theta _{1},\,\theta _{2},\,\dots ,\,\theta _{n})\in \mathbb {R} .}
При {\displaystyle a=0} получаем:
{\displaystyle z=z^{0}e^{i\theta },\quad } {\displaystyle \theta =(\theta _{1},\,\theta _{2},\,\dots ,\,\theta _{n})\in \mathbb {R} .}
Присутствующая в определении точка {\displaystyle a\in \mathbb {C} ^{n}} называется центром области Рейнхарта.
Область Рейнхарта имеет следующие автоморфизмы:
{\displaystyle z_{k}=a_{k}+(z_{k}^{0}-a_{k})e^{i\theta _{k}},\quad } {\displaystyle 0\leqslant \theta _{k}\leqslant 2\pi ,\quad } {\displaystyle k=1,\,2,\,\dots ,\,n.}
Теорема. Для связной области Рейнхарта {\displaystyle D\subset \mathbb {C} ^{n}}, причём начало координат {\displaystyle 0\in D}, голоморфная в {\displaystyle D} функция {\displaystyle f(z)} может быть разложена на области {\displaystyle D} в ряд по степеням {\displaystyle z}
{\displaystyle f(z)=\sum _{m\in \mathbb {N} ^{n}}a_{m}z^{m}},
причём этот ряд сходится нормально на области {\displaystyle D} и это разложение единственно.
Указанный в теореме ряд в общем случае будет сходиться и за пределами области Рейнхарта, имея своей областью сходимости соответствующую полную область Рейнхарта, в которой содержится исходная область Рейнхарта {\displaystyle D}. Но не любая полная область {\displaystyle D\subset \mathbb {C} ^{n}} служит такой областью сходимости ряда.

## Полная область Рейнхарта
Полная область Рейнхарта (англ. complete Reinhardt domain) — область Рейнхарта {\displaystyle D}, в которой с каждой точкой
{\displaystyle z^{0}=(z_{1}^{0},\,z_{2}^{0},\,\dots ,\,z_{n}^{0})\in D}
лежит следующий поликруг:
{\displaystyle \{z=(z_{1},\,z_{2},\,\dots ,\,z_{n})\in \mathbb {C} ^{n}\colon \,|z_{k}-a_{k}|\leqslant |z_{k}^{0}-a_{k}|,\,k=1,\,2,\,\dots ,\,n\},}
или
{\displaystyle z=\{a_{k}+(z_{k}^{0}-a_{k})\lambda _{k}\},\quad } {\displaystyle |\lambda _{k}|\leqslant 1,}
или
{\displaystyle z=a+(z^{0}-a)\lambda _{k},\quad } {\displaystyle |\lambda _{k}|\leqslant 1.}
При {\displaystyle a=0} получаем:
{\displaystyle z=z^{0'},\quad } {\displaystyle |z_{k}^{0'}|\leqslant |z_{k}^{0}|.}
Полная область Рейнхарта {\displaystyle D} звездообразна относительно своего центра {\displaystyle a\in D}. Примеры полных областей Рейнхарта: шар и поликруг. В случае {\displaystyle n=1} приведём следующие примеры:
- неполные области Рейнхарта — кольца

{\displaystyle \{r<|z-a|<R\}},
- полные области Рейнхарта — круги

{\displaystyle \{|z-a|<R\}}.
Полная область Рейнхарта {\displaystyle D\in \mathbb {C} ^{n}}, пересекаясь с любой плоскостью
{\displaystyle z_{1}=\mathrm {const} ,\,\dots ,\,z_{j-1}=\mathrm {const} ,\,z_{j+1}=\mathrm {const} ,\,\dots ,\,z_{n}=\mathrm {const} ,}
вырезает в ней полный круг. 
Область Рейнхарта — наиболее важный вид кратно-кругообразной области. В том случае, когда начало координат принадлежит области Рейнхарта {\displaystyle D}, её аналитическое расширение — выпуклая область Рейнхарта {\displaystyle {\tilde {D}}}. Так полученная область {\displaystyle {\tilde {D}}} называется рейнхартовым аналитическим расширением области.

### Относительно полная область Рейнхарта
Относительно полная область Рейнхарта — область Рейнхарта
{\displaystyle \{z=(z_{1},\,z_{2},\,\dots ,\,z_{n})\in \mathbb {C} ^{n}\colon \,|z_{k}-a_{k}|=|z_{k}^{0}-a_{k}|,\,k=1,\,2,\,\dots ,\,n\},}
которая при постоянном {\displaystyle k} либо совсем не пересекается с плоскостью {\displaystyle \{z_{k}=a_{k}\}}, либо с каждой точкой {\displaystyle z^{0}} включает и все такие точки {\displaystyle z}, для которых
{\displaystyle |z_{k}-a_{k}|\leqslant |z_{k}^{0}-a_{k}|,\,k=1,\,2,\,\dots ,\,n,}
а остальные координаты те же самые, что у {\displaystyle z^{0}}, причём это условие выполняется для всех {\displaystyle k}.
Другими словами, когда область Рейнхарта ни с какой плоскостью {\displaystyle \{z_{k}=a_{k}\}} не пересекается, условие относительной полноты никаких ограничений на такую область Рейнхарта вообще не накладывает. И только при пересечении области Рейнхарта с каждой из плоскостей {\displaystyle \{z_{k}=a_{k}\}} возникает дополнительное условие.

## Логарифмически выпуклая область Рейнхарта
Логарифмически выпуклая область Рейнхарта (англ. logarithmically convex Reinhardt domain) — область Рейнхарта как логарифмически выпуклое множество.
Логарифмически выпуклая область Рейнхарта обладает следующим свойством: любая такая область в комплексном пространстве {\displaystyle \mathbb {C} ^{n}} есть внутренность множества точек абсолютной сходимости (другими словами, собственно область сходимости) некоторого степенного ряда по переменным
{\displaystyle z_{1}-a_{1},\,z_{2}-a_{2},\,\dots ,\,z_{n}-a_{n},}
и обратно: область сходимости любого степенного ряда по
{\displaystyle z_{1},\,z_{2},\,\dots ,\,z_{n}}
есть логарифмически выпуклая полная область Рейнхарта с центром {\displaystyle a=0}.

## Диаграмма Рейнхарта
Поскольку центр {\displaystyle a} области Рейнхарта {\displaystyle D} всегда можно сдвинуть в начало координат комплексного пространства {\displaystyle \mathbb {C} ^{n}}, то можно считать без ограничения общности, что {\displaystyle a=0}. Область Рейнхарта {\displaystyle D} с так упрощённым описанием инвариантна относительно следующего преобразования:
{\displaystyle \{z^{0}\}\to \{z_{k}^{0}e^{i\theta _{k}}\},\quad } {\displaystyle 0\leqslant \theta _{k}<2\pi ,\quad } {\displaystyle k=1,\,2,\,\dots ,\,n,}
то есть с любой своей точкой {\displaystyle \{z_{k}\}} область Рейнхарта {\displaystyle D} включает также и все точки с теми же {\displaystyle |z_{k}|,} {\displaystyle k=1,\,2,\,\dots ,\,n,\,} и всевозможными аргументами.
Отсюда следует, что можно рассмотреть отображение
{\displaystyle z\to \alpha (z)=(|z_{1}|,\,|z_{2}|,\,\dots ,\,|z_{n}|)}
{\displaystyle 2n}-мерного пространства {\displaystyle \mathbb {C} ^{n}} в {\displaystyle n}-мерное пространство {\displaystyle \mathbb {R} ^{n}}, точнее говоря, в абсолютный октант {\displaystyle \mathbb {R} _{+}^{n}}}.

Абсолютный октант {\displaystyle \mathbb {R} _{+}^{n}} — восьмая часть {\displaystyle n}-мерного пространства {\displaystyle \mathbb {R} ^{n}}:
{\displaystyle \mathbb {R} _{+}^{n}=\underbrace {\mathbb {R} _{+}\times \mathbb {R} _{+}\times \cdots \times \mathbb {R} _{+}} _{n{\text{ раз}}}},
где {\displaystyle \mathbb {R} _{+}=[0,\,\infty )} — полуось неотрицательных чисел.
Диаграмма, или изображение, Рейнхарта {\displaystyle D_{+}} области {\displaystyle D} (англ. trace {\displaystyle \operatorname {tr} D}) — множество точек абсолютного октанта {\displaystyle D_{+}\in \mathbb {R} _{+}^{n}}, в которое переводит область {\displaystyle D\in \mathbb {C} ^{n}} при отображении {\displaystyle \alpha (z)\colon \,\mathbb {C} ^{n}\to \mathbb {R} _{+}^{n}}.
В частности, в случае полной области Рейнхарта {\displaystyle D} диаграмма Рейнхарта {\displaystyle D_{+}} есть область и обладает тем свойством, что вместе с каждой точкой {\displaystyle \{|z_{k}^{0}|\}} в области {\displaystyle D_{+}} лежит и весь прямоугольный параллелепипед, или призма, {\displaystyle \{|z_{k}|\leqslant |z_{k}^{0}|,\,k=1,\,2,\,\dots ,\,n\}}.
Область Рейнхарта полностью характеризуется своей диаграммой Рейнхарта. Например, если {\displaystyle D} связно, то и {\displaystyle D_{+}} связно (и наоборот), если {\displaystyle D} открыто, то и {\displaystyle D_{+}} открыто.

В случае области Рейнхарта, или двоякокруглой области, расположенной в двумерном комплексном пространстве {\displaystyle \mathbb {C} ^{2}} двух комплексных переменных {\displaystyle z} и {\displaystyle w}, абсолютный октант есть абсолютная четверть-плоскость с координатами {\displaystyle |z|} и {\displaystyle |w|}.
Свойство диаграммы Рейнхарта понижать размерность пространства на {\displaystyle n} единиц делает изображение Рейнхарта наглядным для {\displaystyle n=2} и {\displaystyle n=3}. На рисунках ниже показаны диаграммы Рейнхарта для {\displaystyle n=2} и {\displaystyle n=3} шара {\displaystyle \{|z|<1\}} и поликруга {\displaystyle \{|z_{k}|<1\}}; для поликруга изображены множества {\displaystyle \Gamma _{k}} его границы и его остов {\displaystyle \Gamma }.

Диаграммы Рейнхарта шара и поликруга
Диаграмма Рейнхарта шара для {\displaystyle n=2}
Диаграмма Рейнхарта шара для {\displaystyle n=3}
Диаграмма Рейнхарта бикруга для {\displaystyle n=2}
Диаграмма Рейнхарта трикруга для {\displaystyle n=3}

### Пример
Рассмотрим некоторое множество {\displaystyle M\subset \mathbb {C} ^{2}} с диаграммой Рейнхарта {\displaystyle \alpha (M)}, показанной на рисунке ниже слева. Это множество не относится к логарифмически выпуклым. Логарифмический образ {\displaystyle \lambda (M_{0})} этого множества показана на рисунке ниже справа.

Диаграмма Рейнхарта и логарифмический образ в C×C
Диаграмма Рейнхарта логарифмически выпуклой оболочки {\displaystyle \alpha ({\hat {M}}_{L})} некоторого множества {\displaystyle M} в {\displaystyle \mathbb {C} ^{2}} и выпуклая оболочка его логарифмического образа {\displaystyle \lambda (M_{0})}

Прообраз выпуклой оболочки логарифмического образа {\displaystyle \lambda (M_{0})} есть логарифмически выпуклая оболочка {\displaystyle {\hat {M}}_{L}} множества {\displaystyle M}. Диаграммы Рейнхарта оболочки {\displaystyle \alpha ({\hat {M}}_{L})} и исходного множества {\displaystyle \alpha (M)} отличаются только сегментом, граница которого показан пунктиром на рисунке. Этот сегмент получен как прообраз треугольника, дополняющего логарифмический образ {\displaystyle \lambda (M_{0})} до выпуклости. Гипотенуза этого треугольника есть отрезок прямой
{\displaystyle \operatorname {ln} |z_{2}|=\operatorname {ln} |r|+\operatorname {ln} |R|-\operatorname {ln} |z_{1}|},
поэтому сегмент выпуклости, добавленный к диаграмме Рейнхарта {\displaystyle \alpha (M)}, ограничен частью следующей гиперболы:
{\displaystyle |z_{2}||z_{1}|=|r||R|}.

## Круговая область
Область Рейнхарта естественным образом обобщается на круговую область.
Круговая область — область {\displaystyle D} комплексного пространства {\displaystyle \mathbb {C} ^{n}}, {\displaystyle n\geqslant 1}, имеющая такое свойство, что вместе с каждой точкой {\displaystyle z^{0}=(z_{1}^{0},\,z_{2}^{0},\,\dots ,\,z_{n}^{0})\in D} в области {\displaystyle D} лежат и все точки вида
{\displaystyle z=\{a+(z^{0}-a)e^{i\theta }\},\quad } {\displaystyle 0<\theta <2\pi ,}
другими словами, все точки окружности на комплексной прямой, проходящей через заданную точку {\displaystyle a\in \mathbb {C} ^{n}} и любую точку {\displaystyle z^{0}\in D}, с центром {\displaystyle a} и следующим радиусом:
{\displaystyle |z^{0}-a|={\sqrt {\sum _{k=1}^{n}|z_{k}^{0}-a_{k}|^{2}}}}.
При {\displaystyle a=0} получаем:
{\displaystyle z=z^{0}e^{i\theta },\quad } {\displaystyle 0<\theta <2\pi .}
Присутствующая в определении точка {\displaystyle a\in \mathbb {C} ^{n}} называется центром круговой области.
Синоним: круговое точечное множество.
Круговая область есть частный случай области Хартогса.
Теорема. Для связной круговой области {\displaystyle D\subset \mathbb {C} ^{n}}, причём начало координат {\displaystyle 0\in D}, голоморфная в {\displaystyle D} функция {\displaystyle f(z)} может быть разложена на области {\displaystyle D} в ряд по однородным многочленам
{\displaystyle f(z)=\sum _{k=0}^{\infty }P_{k}(z)},
где {\displaystyle P_{k}(z)} — однородный многочлен степени {\displaystyle k} по переменным {\displaystyle z_{1},\,z_{2},\,\dots ,\,z_{n}}, причём этот ряд сходится нормально на области {\displaystyle D} и это разложение единственно.

Полная круговая область — круговая область {\displaystyle D}, в которой с каждой точкой {\displaystyle z^{0}=(z_{1}^{0},\,z_{2}^{0},\,\dots ,\,z_{n}^{0})\in D} лежит весь следующий круг:
{\displaystyle \{z=a+(z^{0}-a)\lambda \},\quad } {\displaystyle |\lambda |\leqslant 1.}
При {\displaystyle a=0} достаточно простое преобразование комплексного пространства {\displaystyle \mathbb {C} ^{n}} вида
{\displaystyle (z_{1},\,z_{2},\,\dots ,\,z_{n})\to \left({\frac {z_{1}}{z_{n}}},\,{\frac {z_{2}}{z_{n}}},\,\dots ,\,{\frac {z_{n-1}}{z_{n}}},\,z_{n}\right)}
переводит круговую область {\displaystyle D} в область Хартогса, причём указанное преобразование определено только на 
области {\displaystyle D} без начала координат {\displaystyle D\setminus \{z=0\}}, поскольку оно имеет особенность при {\displaystyle z=0}.